# Олимпийски стадион (Мюнхен)
 За Олимпиащадион в Берлин вижте Олимпийски стадион (Берлин).  

Олимпиащадион (на немски: Olympiastadion – олимпийски стадион) в Мюнхен е основното спортно съоръжение в Олимпийския парк в града и е главно съоръжение при провеждането на Летните олимпийски игри през 1972 г.
Той е спортното съоръжение, което е било домакин на най-много международни турнири в Германия. На него са играни финалите на Световното първенство през 1974 и Европейското първенство по футбол през 1988 година и три финала на Купата на европейските шампиони и Шампионската лига по футбол. През 1979 г. Нотингам Форест печели срещу Малмьо ФФ, през 1993 г. Олимпик Марсилия срещу Милан и през 1997 г. Борусия Дортмунд срещу Ювентус.
От 1972 до 2005 г. Байерн Мюнхен играе домакинските си мачове на стадиона. С големи паузи и Мюнхен 1860 играе на този стадион. След това и двата отбора се преместват да играят на новопостроения стадион „Алианц Арена“.

## Важни събития (без концерти)
- 1972: XX. Летни олимпийски игри

### Футболни събития
Световни първенства
- 1974 Хаити – Италия
- 1974 Полша – Хаити
- 1974 Хаити – Аржентина
- 1974 Полша – Бразилия (мач за третото място)
- 1974 Германия – Нидерландия (финал)

Европейски първенства
- 1976 Германия – Испания (четвъртфинал)
- 1988 Германия – Испания
- 1988 Нидерландия – СССР (финал)

Мачове на националния отбор по футбол на Германия
- 1973 Германия – Аржентина
- 1973 Германия – Югославия
- 1978 Германия – Англия
- 1980 Германия – Австрия
- 1982 Германия – Белгия
- 1985 Германия – Чехословакия (квалификация за световно първенство)
- 1988 Германия – Нидерландия (квалификация за световно първенство)
- 1996 Германия – Дания
- 1999 Германия – Турция (квалификация за европейско първенство)
- 2001 Германия – Англия (квалификация за световно първенство)

Международни клубни финални мачове
| Дата              | Състезание                    | Среща                         | Резултат |
| ----------------- | ----------------------------- | ----------------------------- | -------- |
| 10 септември 1975 | Суперкупа на УЕФА             | Байерн Мюнхен - Динамо Киев   | 0:1      |
| 17 август 1976    | Суперкупа на УЕФА             | Байерн Мюнхен - ФК Андерлехт  | 2:1      |
| 23 ноември 1976   | Междуконтинентална купа       | Байерн Мюнхен - Бело Оризонти | 2:0      |
| 30 май 1979       | Купа на европейските шампиони | Нотингам Форест - Малмьо ФФ   | 1:0      |
| 26 май 1993       | Шампионска лига на УЕФА       | АК Милан - Олимпик Марсилия   | 0:1      |
| 1 май 1996        | Купа на УЕФА                  | Байерн Мюнхен - ФК Бордо      | 2:0      |
| 28 май 1997       | Шампионска лига на УЕФА       | Борусия Дортмунд - Ювентус    | 3:1      |

### Други спортни събития
- 1972, 1982, 1992: Национално първенство по лека атлетика на Германия
- 1978: Световно първенство по колоездене
- 1983, 1984, 1986: Международен турнир по лека атлетика
- 1987: Европейско първенство по лека атлетика за глухи
- 1989: Световно първенство по спийдуей
- 1997: Финал на европейската купа по лека атлетика
- 1999: Финал на гран при по лека атлетика
- 2002: Европейско първенство по лека атлетика
- 2005, 2006, 2007: Nokia Air & Style
- 2007: Тур дьо ски
- 2007: Европейска купа по лека атлетика
- 2011: Състезание от сериите DTM

### Религиозни и други събития
- 1973, от 1978: конгрес на Свидетелите на Йехова (през 2006 и 2009 г. международен)
- 1984: 88-и германски ден на католиците
- 1987: служба на папа Йоан Павел II
- 1993: 25-и германски евангелистки ден
- 2010: 2-ри игуменски ден на църквата

|  | Тази страница частично или изцяло представлява превод на страницата Olympiastadion München в Уикипедия на немски. Оригиналният текст, както и този превод, са защитени от Лиценза „Криейтив Комънс – Признание – Споделяне на споделеното“, а за съдържание, създадено преди юни 2009 година – от Лиценза за свободна документация на ГНУ. Прегледайте историята на редакциите на оригиналната страница, както и на преводната страница, за да видите списъка на съавторите. ВАЖНО: Този шаблон се отнася единствено до авторските права върху съдържанието на статията. Добавянето му не отменя изискването да се посочват конкретни източници на твърденията, които да бъдат благонадеждни. |